# Bachelite

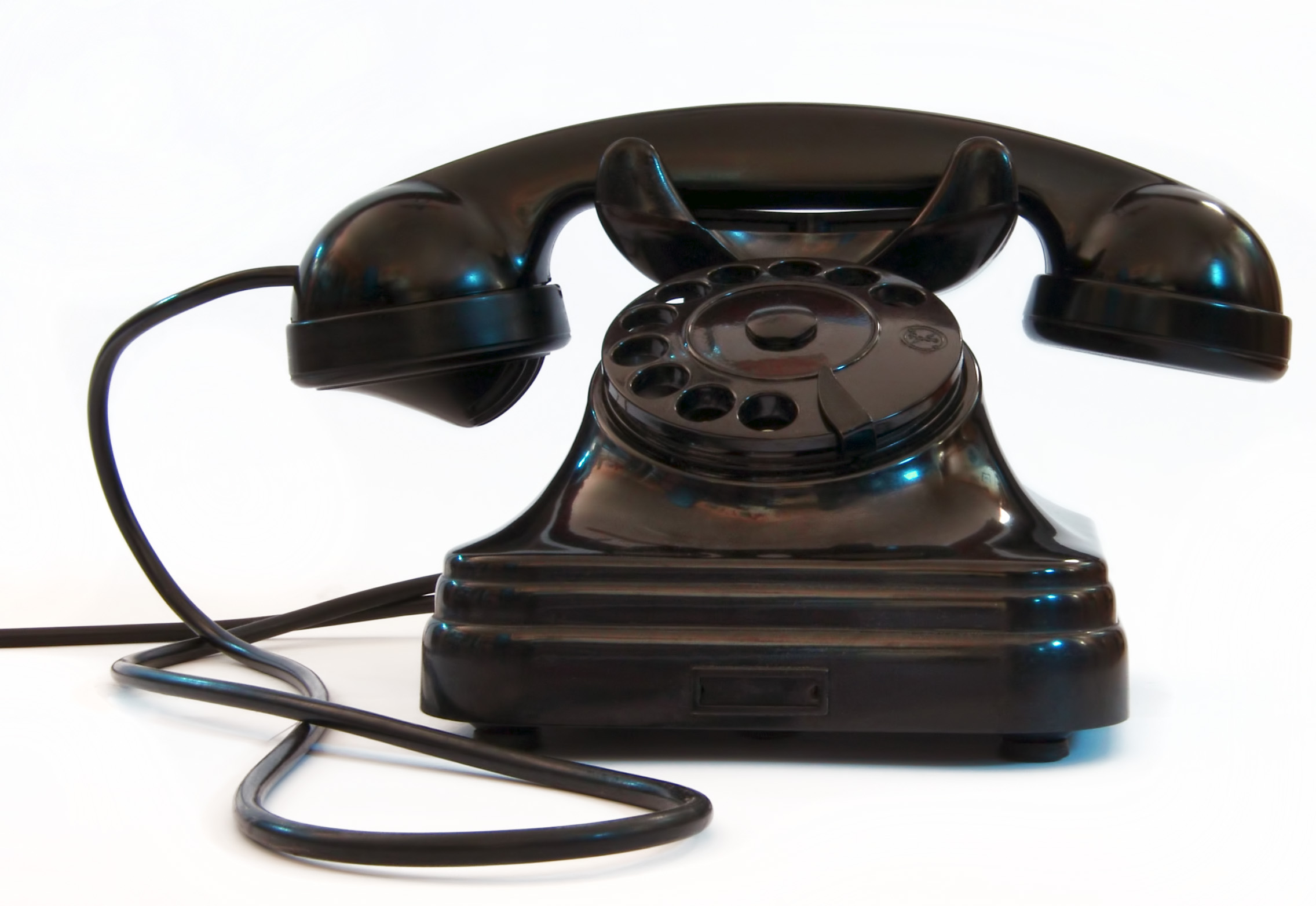
Telefono in bachelite FACE F51
1950

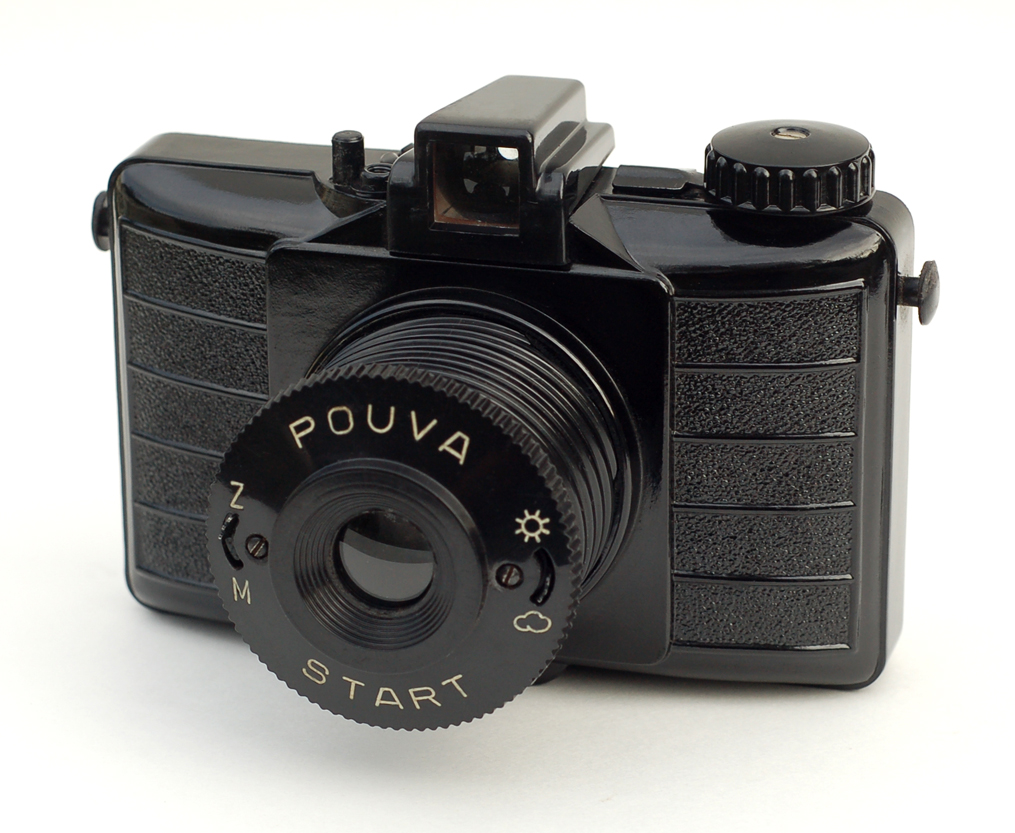
Fotocamera "Start" in bachelite prodotta da Karl Pouva
1956

Il Poliossibenzilmetilenglicolanidride conosciuto comunemente come bachelite (o bakelite) è il nome dato a una resina fenolica termoindurente ottenuta da formaldeide e fenolo per sostituzione elettrofila (idrossialchilazione aromatica) seguita da reazione di eliminazione, tramite reazione di Lederer-Manasse.

## Storia
Fu sintetizzata per la prima volta nel 1907 da Leo Baekeland, da cui prende il nome.
La produzione industriale di massa prese avvio negli Stati Uniti e nel Regno Unito negli anni venti, e venne diffusamente utilizzata almeno fino agli anni 1960.

## Descrizione
La bachelite possiede caratteristiche isolanti termoelettriche che, principalmente in passato, l'hanno vista utilizzata largamente in elementi elettrotecnici, interruttori elettrici, prese elettriche, manici di pentolame, apparati di radioricezione e altri. Viene considerata la prima materia plastica sintetica prodotta e utilizzata, pur se preceduta dalle materie plastiche a base naturale come la galalite.
Col termine si intendeva spesso nel linguaggio comune un materiale composito in cui la resina fenolica impregna un materiale riempitivo - spesso farina di legno, o grafite, mica, farina fossile - addizionato di additivi specifici per migliorarne l'aspetto, coloranti e altre cariche (ad esempio per ottenere effetti marmorizzati o simili alla tartaruga).

## Utilizzo
Le bacheliti vengono utilizzate soprattutto come polveri da stampaggio e, a caldo, in miscela con riempitivi (farina di legno, cascame di cotone, farina fossile, ecc.), con agenti di indurimento, lubrificanti e coloranti.
Pressando a caldo, si ottengono oggetti con le caratteristiche fisiche, meccaniche, elettriche più diverse, che ne determinano l'uso. Sono ad esempio ottenuti in tal modo gli apparecchi telefonici, le bocce sintetiche e le punte per i break (le stecche usate per aprire la partita di biliardo), i cruscotti delle automobili, molte parti protettive di apparecchi elettrici, per fare i circuiti stampati, in bigiotteria per imitare vari elementi preziosi, tra cui l'avorio e l'ambra ecc. La bachelite è stata inoltre utilizzata per realizzare i primi visori View-Master.
In bachelite sono realizzate anche le impugnature delle sciabole d’ordinanza di ufficiali e sottufficiali delle Forze Armate Italiane. 
In bachelite sono realizzati anche i calcioli di diversi fucili. 
Anche i piani da stampa dei torchi calcografici più moderni sono realizzati in bachelite. 
Viene anche usata per “forgiare” le lunette degli orologi